# Archeologia śródziemnomorska
Archeologia śródziemnomorska (zwana dawniej klasyczną) – wyspecjalizowana gałąź nauk archeologicznych, mającą własne i odrębne metody naukowe podobnie jak filologia klasyczna czy orientalna na tle ogólnych nauk filologicznych. Przedmiotem badań archeologii śródziemnomorskiej jest kultura i sztuka krajów basenu Morza Śródziemnego (Grecja, całość Imperium Rzymskiego, Egipt, tereny Persji i Turcji, Bliski Wschód). 
Archeologia śródziemnomorska wchodziła dawniej w skład kompetencji wydziału nauk filologicznych podczas gdy tzw. prahistoria, obecnie nazywana archeologią (np. Polski) i powszechną miała swoje miejsce na wydziale nauk historycznych.